# Juan Aranda
Juan Manuel Aranda Morales (* 30. Juli 1926 in Chile; † 22. Januar 1971 in Santiago) war ein chilenischer Fußballspieler. Der Stürmer gewann mit Colo-Colo drei Meisterschaften.

## Karriere
Juan Aranda begann mit dem Fußballspielen im Stadtviertel San Eugenio von Santiago und spielte beim Klub Unión Ferroviario. Von dort wechselte der Angreifer 1943 zum CSD Colo-Colo, bei dem er seine gesamte Karriere verbrachte. Mit den Albos gewann er 1944 seinen ersten Meistertitel, 1947 den zweiten und schließlich 1953 den dritten. In der Saison 1953 gelang Colo-Colo ein 6:1-Erfolg gegen Erzrivale CF Universidad de Chile, bei dem Aranda drei Tore erzielte. In 211 Partien erzielte er 72 Tore. Für die Nationalmannschaft spielte er allerdings nie, da sich Aranda nicht in der Lage fühlte, die große Verantwortung tragen zu können.

## Erfolge
Colo-Colo
- Chilenischer Meister: 1944, 1947, 1953
- Campeonato de Campeones: 1945